# هارولد هکت
هارولد هکت (انگلیسی: Harold Hackett؛ ۱۲ ژوئیهٔ ۱۸۷۸ – ۲۰ نوامبر ۱۹۳۷) تنیس‌باز اهل ایالات متحده آمریکا بود.